# Varjakansaari och Pyydyskari
Varjakansaari och Pyydyskari med Simppukari är en ö i Finland. Den ligger i Bottenviken och i kommunen Uleåborg i den ekonomiska regionen  Uleåborgs ekonomiska region i landskapet Norra Österbotten, i den norra delen av landet. Ön ligger nära Uleåborg och omkring 540 kilometer norr om Helsingfors.
Öns area är 0,96 kvadratkilometer och dess största längd är 2,2 kilometer i öst-västlig riktning. I omgivningarna runt Varjakansaari växer i huvudsak blandskog.

## Sammansmälta delöar
- Varjakansaari 65°00′01″N 25°18′11″Ö / 65.00031°N 25.30304°Ö
- Pyydyskari 65°00′01″N 25°17′16″Ö / 65.00014°N 25.28764°Ö
- Simppukari 64°59′56″N 25°19′07″Ö / 64.99885°N 25.3187°Ö